# Смоленюк Петро Степанович
Смоленюк Петро Степанович (нар. 21 червня 1950, м. Костянтинівка, Донецька область— пом. 12 листопада 2012, м. Хмельницький) — український учений, засновник Хмельницького економічного університету, кандидат економічних наук, професор, член Української Академії економічних наук та Української Академії економічної кібернетики, «Відмінник освіти України», кавалер ордену «За розбудову освіти» ім. М.Грушевського. ,

## Біографія
Петро Степанович Смоленюк народився 21 червня 1950 р. в м. Костянтинівка Донецької області. Згодом сім’я переїжджає у с. Глібів Новоушицького району Хмельницької області, де Петро Степанович закінчив середню школу.
Після служби в Радянській армії (1970-1972 рр.) Петро Степанович вступив до Київського інституту народного господарства ім. Д.С. Коротченка на спеціальність «Економіка і планування матеріально-технічного постачання», після закінчення якого (1977 р.) обіймав різні посади на промислових підприємствах СРСР.
У 1987 році захиистив кандидатську дисертацію на тему «Аналіз використання матеріальних ресурсів» на здобуття вченого ступеня кандидата економічних наук. Згодом працював у вищих навчальних закладах Житомира, Херсона, Хмельницького.
Працюючи у Хмельницькому технологічному інституті, Петро Степанович набув чималого досвіду педагогічної роботи, утвердився як провідний фахівець своєї справи, здобув вчене звання доцента. 
З метою удосконалення вищої освіти в Україні вирішив створити навчальний заклад нової формації. 21 травня 1992 року було засновано Хмельницький приватний інститут бізнесу (ХПІБ) як навчальний заклад з новою освітньою спрямованістю, що враховує сучасні ринково-економічні реалії. Цей заклад став першим приватним вищим навчальним закладом у м. Хмельницькому, який згодом було перейменовано у ПВНЗ «Хмельницький економічний університет» та акредитовано за IV рівнем акредитації.
З часу створення ХЕУ Смоленюк працює в ньому ректором 20 років аж до своєї смерті у 2012 р. 